# Jacques a vu
Pour plus de détails, voir Fiche technique et Distribution.
Jacques a vu est une comédie belge écrite et réalisée par Xavier Diskeuve et sortie en 2014.

## Synopsis
Brice et Lara s'installent dans un petit village à la campagne dans les Ardennes belges. Brice travaille sur un projet de construction d'un grand centre de vacances hollandais. Mais son cousin Jacques, un fermier taciturne, a vu des apparitions de la Vierge Marie. Brice fait tout ce qu'il peut pour réfuter ces prétendues apparitions. Mais ses projets et la vie du village changent radicalement lorsqu'ils reçoivent un message surprenant du Vatican.

## Fiche technique
- Titre original : Jacques a vu
- Réalisation : Xavier Diskeuve
- Scénario : Xavier Diskeuve
- Pays de production : Belgique
- Langue originale : français
- Genre : comédie
- Durée : 85 minutes
- Dates de sortie :
  - Belgique : 5 octobre 2014 (Festival international du film francophone de Namur)
  - Belgique : 28 janvier 2015

## Distribution
- Nicolas Buysse : Brice
- François Maniquet : Jacques
- Christelle Cornil : Lara
- Alain Azarkadon : le père de Charles
- Nicole Colchat : Tante Élise
- Alexandre von Sivers : Mgr Philippart
- Jean-Philippe Lejeune : Dr Laruelle
- Olivier Massart : Raoul Pivin
- Nathalie Uffner : Mme Pivin
- Anne Sylvain : Mme Legros
- André Lamy : M. Legros
- Jean-Luc Fonck : Perrini
- Olivier Leborgne : Carl Sneider
- Renaud Rutten : Adelin Flameche
- Christophe Bourdon : présentateur TV
- Marcos Adamantiadis : journaliste 4
- Jean-Louis Sbille : cardinal